# Ivermektin

Strukturformel för ivermektin

Ivermektin är ett ämne i avermectinfamiljen som används som läkemedel för att behandla parasitangrepp. Hos människor rör det sig bland annat om huvudlöss, skabb, flodblindhet (onchocerciasis), strongyloidesinfektion, piskmasksinfektion, spolmaskinfektion och elefantiasis. Inom veterinärmedicin används ämnet också för att förebygga och behandla angrepp av olika nematoder (rundmaskar), kvalster och insekter. Det kan tas oralt eller, vid angrepp i huden, användas utvärtes. Handelsnamn i Sverige är Scatol (tabletter) och Soolantra (kräm) för humant bruk, samt ett flertal preparat för veterinärt bruk.
De vanligaste bieffekterna vid oralt intag är feber, klåda och utslag, medan röda ögonvitor, torr hud och hudsveda är vanligt vid lokal användning mot huvudlöss. Verkningssättet inbegriper flera mekanismer, t.ex. påverkan på vissa glutamatstyrda kloridkanaler i nervcellerna hos maskar och insekter, som saknas hos däggdjur. Ivermektin öppnar dessa, vilket leder till hyperpolarisering och paralys som dödar parasiten.  Ivermektin har även antivirala egenskaper in vitro genom flera olika mekanismer.
Ivermektin upptäcktes 1975 och började användas medicinskt år 1981. Det framställs från aktinobakterien Streptomyces avermitilis. Ämnet är upptaget på Världshälsoorganisationens lista över essentiella läkemedel. Ivermektin har radikalt minskat förekomsten av onchocerciasis i Afrika, och upptäckten belönades med nobelpriset i medicin 2015.
Under COVID-19-pandemin spreds påståenden om att ivermektin skulle vara användbart för att behandla och förebygga COVID-19. Användning av ivermektin mot covid-19 studerades senare i två randomiserade kontrollerad studier utan någon påvisad nytta.